# Liotrix
Il Liotrix è un composto chimico di formula {\displaystyle {\ce {C30H21I7N2Na2O8}}}.

## Storia
Liotrix fu sviluppato quando si credeva che i livelli di T4 e T3 nel siero venissero mantenuti direttamente grazie alla secrezione tiroidea. Attualmente però si sa che la tiroide secerne dieci volte più T4 rispetto a T3 e l'80% del T3 presente nel siero deriva dalla deionizzazione del T4 nei tessuti periferici.

## Caratteristiche strutturali e fisiche
Liotrix è una preparazione sintetica contenente tiroxina (T4) e triiodiotironina (T3) in rapporto 4:1. Si tratta di derivati della fenilalanina.
| Strutturali                          | Strutturali  |
| ------------------------------------ | ------------ |
| N. di atomi pesanti                  | 49           |
| N. di atomi stereogenici             | 2            |
| N. di donatori di legami a idrogeno  | 4            |
| N. di accettori di legami a idrogeno | 10           |
| N. di legami ruotabili               | 8            |
| Fisiche                              |              |
| Massa monoisotopica                  | 1.471,4406 u |
| Superficie polare                    | 191 Å²       |

## Farmacologia e tossicologia

### Farmacocinetica
Gli ormoni presenti nel liotrix aumentano il consumo di ossigeno della maggior parte dei tessuti corporei, aumentano la sensibilità alle catecolamine (es. adrenalina) e aumentano il metabolismo basale di carboidrati, lipidi e proteine. Questi ormoni sono essenziali per lo sviluppo e la differenziazione cellulare e sono particolarmente importanti nello sviluppo del sistema nervoso centrale. Come gli ormoni tiroidei naturali, il Liotrix viene eliminato attraverso i reni.

### Effetti del composto e usi clinici
Può essere utilizzato per:
- trattare l'ipotiroidismo primario, secondario o terziario
- sopprimere la secrezione dell'ormone tireostimolante (TSH) in pazienti con gozzo semplice non tossico, tiroidite linfocitica subacuta o cronica, gozzo multinodulare
- la gestione del tumore della tiroide

Può essere usato insieme ad altri agenti antitiroidei per trattare la tireotossicosi, al fine di prevenire la formazione di gozzo e l'ipotiroidismo. Inoltre, può essere impiegato nella diagnosi differenziale dell’ipertiroidismo lieve sospetto o dell’autonomia della ghiandola tiroidea.

### Controindicazioni ed effetti collaterali
Gli ormoni T3 e T4 sono naturalmente presenti nel latte materno ed esistono pochi dati sugli effetti dell'assunzione del farmaco in gravidanza e allattamento che puntano alla mancanza di effetti collaterali sul feto e il neonato.

### Tossicologia
Può causare ipermetabolismo indistinguibile dalla tireotossicosi di origine endogena i cui sintomi includono: perdita di peso, aumento dell'appetito, palpitazioni, nervosismo, diarrea, crampi addominali, aumento della sudorazione, tachicardia, aumento delle pulsazioni e della pressione sanguigna, aritmia cardiaca, tremori, insonnia, intolleranza al calore, febbre e irregolarità del ciclo mestruale.

### Interazioni
Si consiglia di evitare l'assunzione di calcio, ferro e cibi ricchi di calcio perché si possono formare complessi insolubili che riducono l'assorbimento del farmaco.  Il pompelmo può ritardare l'assorbimento del farmaco. Cibi ricchi di fibre possono influire sull'assorbimento. Dalle interazioni con altri farmaci si possono osservare:
- aumento/riduzione della concentrazione sierica, dell'efficacia terapeutica, del metabolismo o dell'escrezione di Liotrix
- riduzione del legame proteico di Liotrox
- aumento della gravità degli effetti collaterali di Liotrix
- aumento/riduzione della concentrazione sierica e dell'escrezione dell'altro farmaco
- riduzione dell'efficacia terapeutica e del metabolismo dell'altro farmaco
- riduzione dell'attività ipoglicemizzante
- aumento del rischio di sanguinamento, di aritmie gravi e dell'attività vasocostrittiva